# Courmemin
Courmemin és un municipi francès, situat al departament del Loir i Cher i a la regió de Centre – Vall del Loira. L'any 2007 tenia 516 habitants.

## Demografia

### Població
El 2007 la població de fet de Courmemin era de 516 persones. Hi havia 214 famílies, de les quals 68 eren unipersonals (32 homes vivint sols i 36 dones vivint soles), 63 parelles sense fills, 71 parelles amb fills i 12 famílies monoparentals amb fills.
La població ha evolucionat segons el següent gràfic:
Habitants censats

### Habitatges
El 2007 hi havia 273 habitatges, 222 eren l'habitatge principal de la família, 29 eren segones residències i 22 estaven desocupats. 271 eren cases i 2 eren apartaments. Dels 222 habitatges principals, 155 estaven ocupats pels seus propietaris, 60 estaven llogats i ocupats pels llogaters i 6 estaven cedits a títol gratuït; 25 tenien dues cambres, 72 en tenien tres, 84 en tenien quatre i 41 en tenien cinc o més. 201 habitatges disposaven pel capbaix d'una plaça de pàrquing. A 91 habitatges hi havia un automòbil i a 108 n'hi havia dos o més.

### Piràmide de població
La piràmide de població per edats i sexe el 2009 era:
| Homes | Edats   | Dones |
| ----- | ------- | ----- |
| 0     | 95 o +  | 0     |
| 4     | 90 a 94 | 0     |
| 0     | 85 a 89 | 4     |
| 4     | 80 a 84 | 16    |
| 4     | 75 a 79 | 16    |
| 16    | 70 a 74 | 12    |
| 8     | 65 a 69 | 16    |
| 24    | 60 a 64 | 20    |
| 16    | 55 a 59 | 20    |
| 4     | 50 a 54 | 8     |
| 8     | 45 a 49 | 0     |
| 20    | 40 a 44 | 12    |
| 24    | 35 a 39 | 16    |
| 20    | 30 a 34 | 16    |
| 28    | 25 a 29 | 24    |
| 0     | 20 a 24 | 16    |
| 12    | 15 a 19 | 8     |
| 8     | 10 a 14 | 16    |
| 16    | 5 a 9   | 20    |
| 8     | 0 a 4   | 16    |

## Economia
El 2007 la població en edat de treballar era de 326 persones, 234 eren actives i 92 eren inactives. De les 234 persones actives 215 estaven ocupades (122 homes i 93 dones) i 19 estaven aturades (8 homes i 11 dones). De les 92 persones inactives 35 estaven jubilades, 32 estaven estudiant i 25 estaven classificades com a «altres inactius».

### Ingressos
El 2009 a Courmemin hi havia 217 unitats fiscals que integraven 504 persones, la mediana anual d'ingressos fiscals per persona era de 15.974 €.

### Activitats econòmiques
Dels 16 establiments que hi havia el 2007, 2 eren d'empreses extractives, 1 d'una empresa alimentària, 2 d'empreses de fabricació d'altres productes industrials, 2 d'empreses de construcció, 5 d'empreses de comerç i reparació d'automòbils, 1 d'una empresa d'hostatgeria i restauració, 1 d'una empresa financera, 1 d'una empresa de serveis i 1 d'una empresa classificada com a «altres activitats de serveis».
Dels 7 establiments de servei als particulars que hi havia el 2009, 1 era una oficina bancària, 2 tallers de reparació d'automòbils i de material agrícola, 2 paletes, 1 veterinari i 1 restaurant.
Dels 2 establiments comercials que hi havia el 2009, 1 era una botiga de menys de 120 m² i 1 una fleca.
L'any 2000 a Courmemin hi havia 33 explotacions agrícoles que ocupaven un total de 800 hectàrees.

## Equipaments sanitaris i escolars
El 2009 hi havia una escola elemental integrada dins d'un grup escolar amb les comunes properes formant una escola dispersa.

## Poblacions més properes
El següent diagrama mostra les poblacions més properes.